# Müfide İlhan

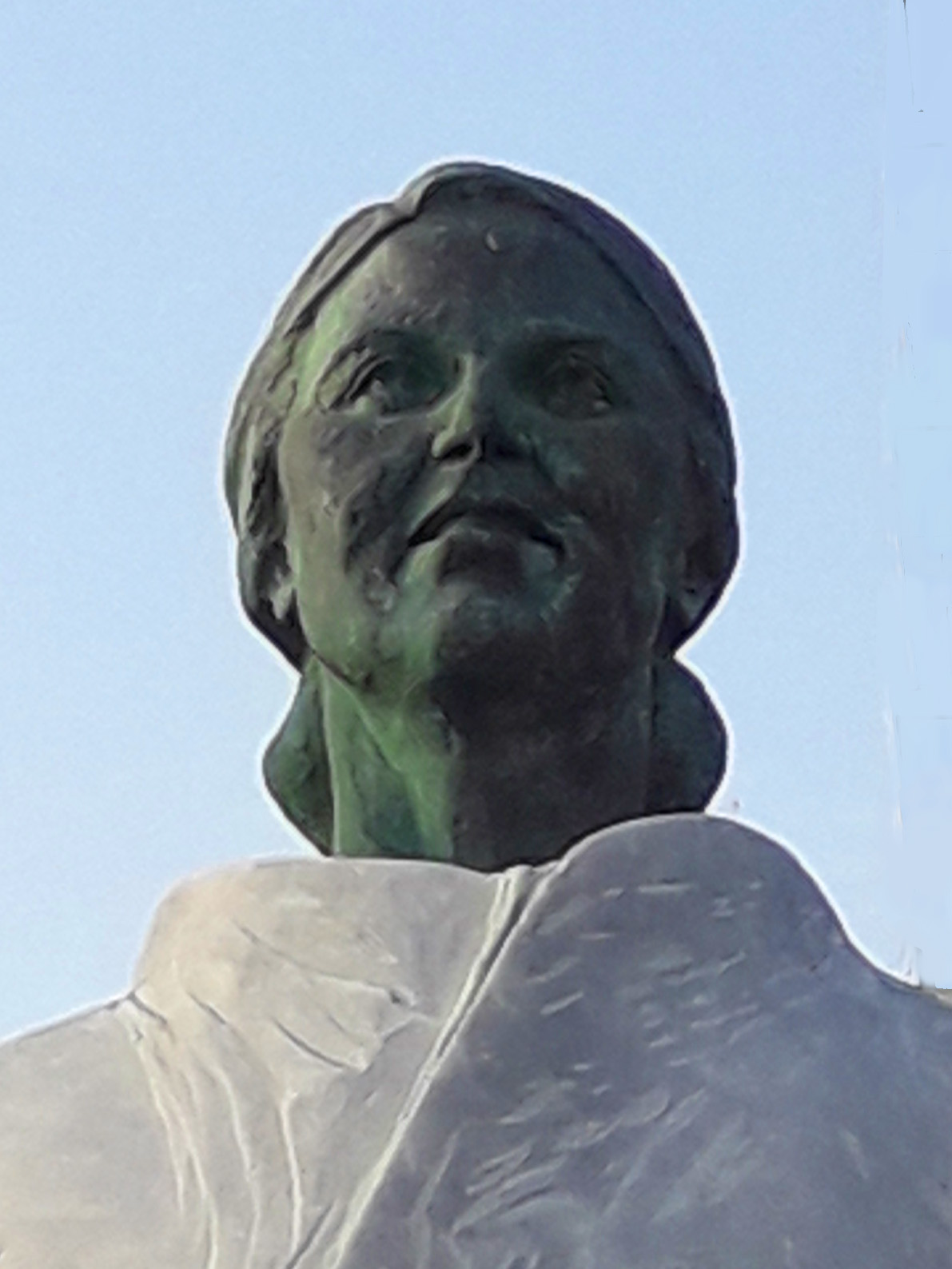
Denkmal für Müfide İlhan

Müfide İlhan (* 19. Februar 1911 in Istanbul; † 2. Februar 1996 in Bodrum) war eine türkische Politikerin und Anfang der 1950er Jahre Bürgermeisterin von Mersin. Sie war die erste Bürgermeisterin der Türkei.

## Leben
Müfide İlhan wurde 1911 in Istanbul als Töchter des Offiziers Mustafa Nazif und dessen Ehefrau Emine geboren. Ihr Onkel war der Generalstabschef der türkischen Armee Fevzi Çakmak. Als İlhan vier Jahre alt war, fiel der Vater in der Schlacht von Conk Bayırı während des Kampfes um Gallipolli im Ersten Weltkrieg. Nach dem Ende des Krieges schickte man İlhan aus dem besetzten Istanbul zu ihrem Onkel nach Ankara, wo sie die Grundschule besuchte. Nach der Befreiung von Istanbul kehrte sie zurück und besuchte das Kandilli Kız Anadolu Lisesi. Im Jahr 1928 beendete sie erfolgreich eine Ausbildung zur Lehrerin und arbeitete anschließend als Lehrerin im Istanbuler Stadtteil Kadıköy.
Im Jahr 1928 heiratete sie den Offizier Nuri Çetinkaya. Mit ihm zog sie erst nach Erzurum, dann nach Kırklareli. Als ihr Mann zum Militärattaché an der türkischen Botschaft in Berlin ernannt wurde, ging sie mit ihm nach Deutschland und studierte an der Erzieherinnenfachschule Pestalozzi-Fröbel-Haus in Berlin. Das Paar ließ sich 1936 scheiden und İlhan zog zurück nach Ankara, wo sie am Ankara Koleji der Türk Eğitim Derneği arbeitete. Dort begegnete sie dem Mediziner Faruk İlhan. Als İlhan zum Aufbau eines medizinischen Fachbereichs an der Universität Kabul nach Afghanistan ging, begleitete ihn Müfide und das Paar heiratete in der afghanischen Hauptstadt. Gegen Ende des Zweiten Weltkrieges im Jahr 1945 wollte das Paar in die Türkei zurückkehren, konnte aber wegen der Kriegsnöte und Unruhen in Karatschi nicht zurücksegeln. So entschlossen sie sich, mit dem Auto über den Iran heimzukehren. Im Jahr 1946 zogen die İlhans nach Mersin, der Heimatstadt von Faruk İlhan.
In Mersin begann sich Müfide İlhan für Politik zu interessieren und in der Demokrat Parti (DP) zu engagieren. Bei der Parlamentswahl in der Türkei 1950 besiegte die Demokrat Parti die seit 27 Jahren regierende Cumhuriyet Halk Partisi (CHP), die Atatürk gegründet hatte. Müfide İlhan wurde nach den Kommunalwahlen am 3. September 1950 als Kandidatin der DP vom Stadtparlament zur Bürgermeisterin von Mersin gewählt, was auch weltweit für Aufsehen sorgte, da sie die erste Bürgermeisterin der Türkei war.
İlhan wehrte sich gegen die autoritäre Verwaltung der vormaligen CHP-Regierung. Dennoch war sie nicht gegen den Kemalismus der CHP eingestellt. So war sie von den ersten Aktivitäten der DP-Regierung in Ankara wenig begeistert, die sich gegen den Kemalismus stellte. So wendete sie sich gegen die Aufhebung des Verbots des arabischen Gebetsrufes durch die DP-Regierung. Die CHP hatte den arabischen Gebetsruf 1932 durch einen türkischsprachigen ersetzt.
Am 17. Dezember 1951 trat Müfide İlhan aufgrund von politischen Meinungsverschiedenheiten mit ihrer Partei von ihrem Amt zurück und verließ nach kurzer Zeit auch ihre Partei. Stattdessen gründete sie ein Wählerbündnis für unabhängige Kandidaten in Mersin. Außerdem gründete sie die kurzlebige Zeitschrift Mücadele. Im Jahr 1955 erhielt ihr Mann einen Ruf als Chefarzt nach İzmit und das Paar verließ Mersin. Dort gründete sie eine lokale Gruppe der Türk Kadınlar Birliği (dt. türkische Frauenunion). Ab 1958 war Müfide İlhan für den Roten Halbmond aktiv. Nach einer Ausbildung gab sie im ganzen Land Kurse in erster Hilfe. Dafür wurde sie 1964 mit der Medaille des Roten Halbmondes geehrt.
Nachdem Faruk İlhan 1967 gestorben war, ging Müfide nach Deutschland. Dort arbeitete sie zwischen 1968 und 1981 als Lehrerin für türkische Immigranten. Nach ihrer Pensionierung ließ sie sich wieder in Mersin nieder.
Müfide İlhan starb 1996 in Bodrum.

## Kinder
Müfide İlhan hatte sieben Kinder: zwei Töchter stammten aus der ersten Ehe, ein Sohn und drei Töchter aus der zweiten Ehe, außerdem adoptierte das Paar einen Sohn. Im Jahr 1965 wurde İlhan von dem Verband türkischer Mutter zur „Mutter des Jahres“ gewählt.

## Ehrungen
Im Stadtteil Akdeniz von Mersin ist ein Viertel nach İlhan benannt und im Stadtviertel Yenişehir ein Park und eine Grundschule. Außerdem ist die Galerie des İçel Sanat Kulübü nach ihr benannt. Am 4. April 2015 errichtete Mersin im Andenken an Müfide İlhan eine Denkmal.
In der Dokumentationsreihe Nisvan: Tarihe adini yazdiran kadinlar wurde ihr Leben unter dem Titel Müfide Ilhan: Türkiye'nin ilk kadin belediye baskani vorgestellt.